# Copa Eusébio
La Copa Eusébio (o Eusébio Cup) es un torneo anual organizado por Benfica. El Benfica es el anfitrión del torneo que se celebra a mediados de agosto, una semana o dos antes del inicio de las competiciones oficiales, y es generalmente el último partido de pretemporada tanto del Benfica como del equipo invitado.
Se trata de un torneo amistoso en homenaje a Eusébio, considerado el mejor jugador de fútbol portugués, y el trofeo se entregaba por él mismo hasta 2013, debido a su fallecimiento en el 2014.
Se disputa en el Estádio da Luz de Portugal, sede del Benfica; aunque en 2015 se hizo una excepción para inaugurar el Estadio BBVA Bancomer en México, donde el Benfica enfrentó al Monterrey, dos clubes donde Eusébio jugó. Esta edición la ganó el equipo mexicano por marcador de 3-0.
La última edición se celebró el 26 de julio de 2022, donde el Benfica derrotó al Newcastle United inglés por un marcador de 3-2.

## El trofeo
El trofeo está hecho de vidrio y ha escrito el nombre del concurso y sus ganadores. En la parte superior, hay una figura de Eusebio para llevar a cabo una característica patada del exfutbolista. La figura de Eusébio es similar a la estatua que existe fuera del estadio del Benfica.
Es un símbolo y un trofeo dedicado a Eusébio es considerado el mejor jugador portugués y uno de los mejores en la historia del fútbol.

## Campeones

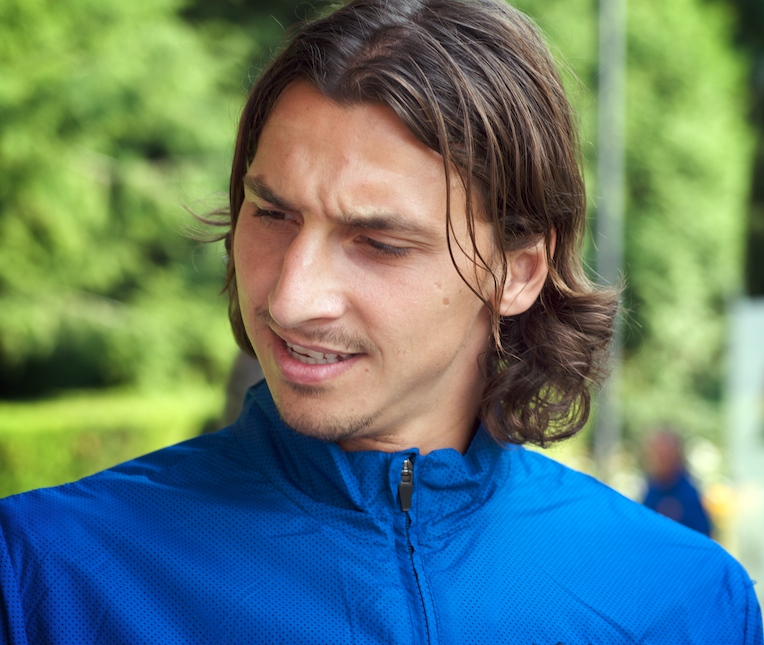
Zlatan Ibrahimović ganó la primera edición de la Copa Eusébio con el Internazionale.

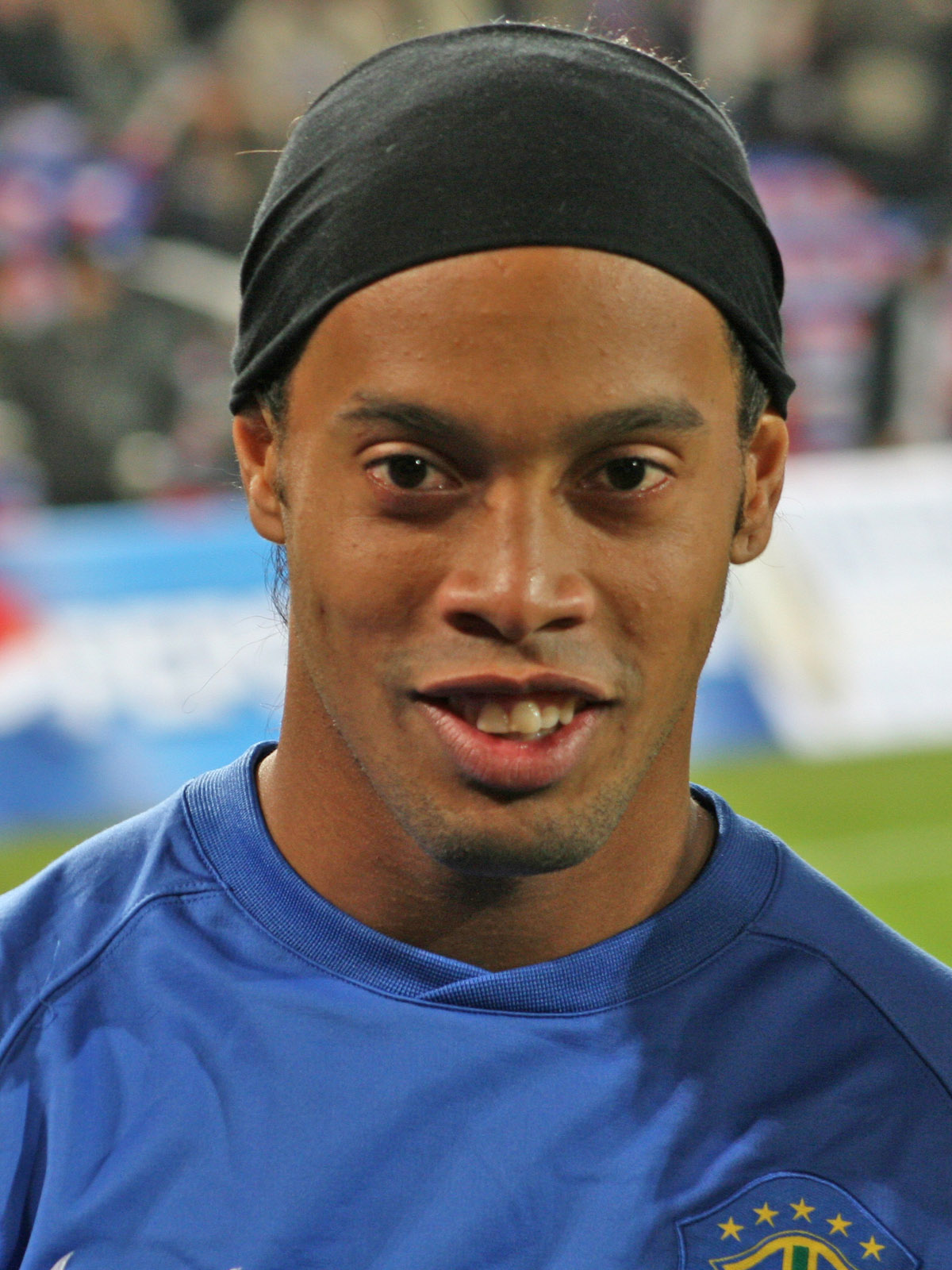
Ronaldinho jugó en el torneo con el Milan.

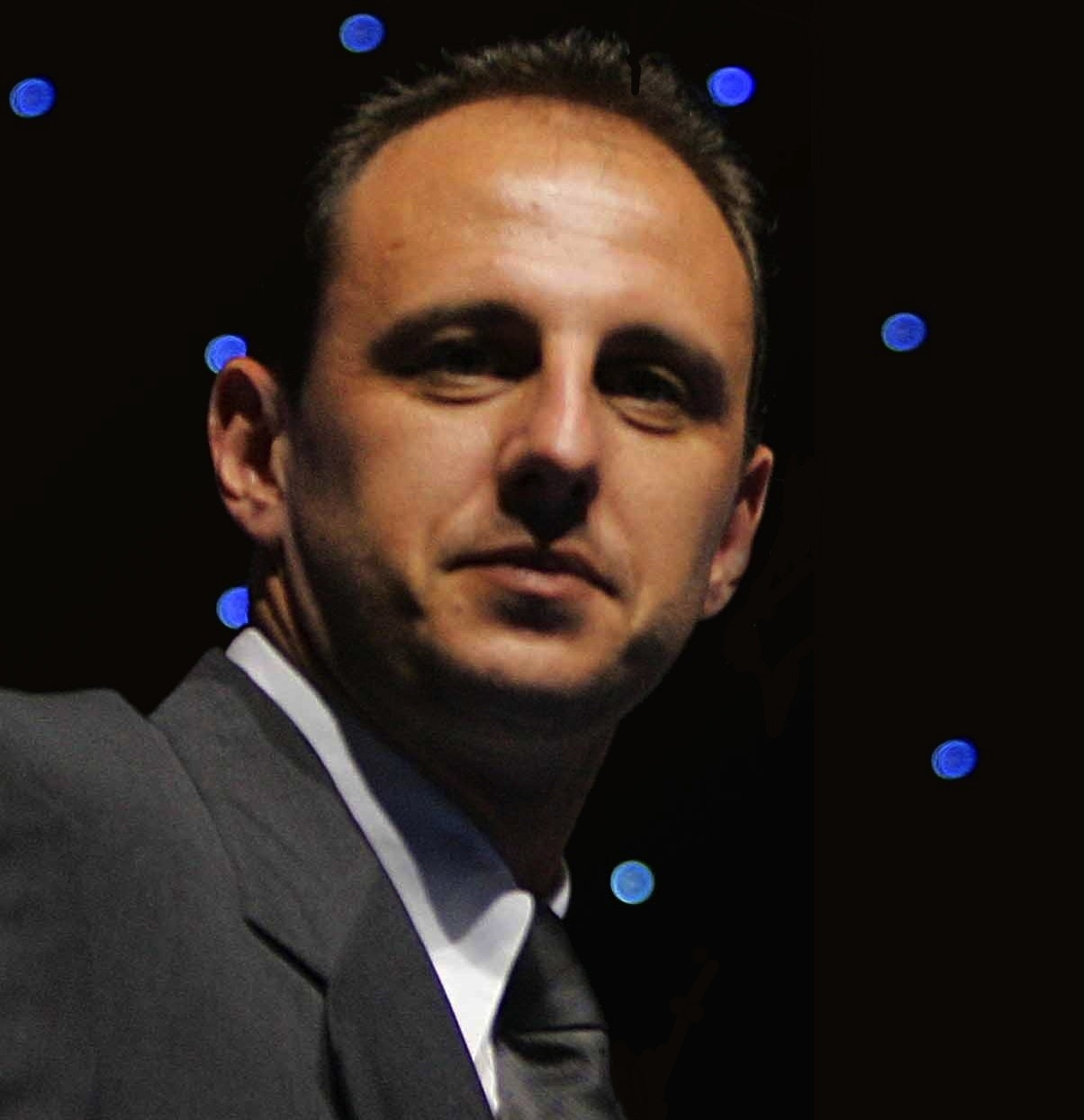
Rogério Ceni ganó un torneo con la camiseta del São Paulo.

| Temporada | Campeón           | Resultado      | Subcampeón       | Sede                             |
| --------- | ----------------- | -------------- | ---------------- | -------------------------------- |
| 2008      | Internazionale    | 0–0 (5-4 pen.) | Benfica          | Estádio da Luz, Lisboa           |
| 2009      | Benfica           | 1–1 (5-4 pen.) | Milan            | Estádio da Luz, Lisboa           |
| 2010      | Tottenham Hotspur | 1–0            | Benfica          | Estádio da Luz, Lisboa           |
| 2011      | Benfica           | 2–1            | Arsenal          | Estádio da Luz, Lisboa           |
| 2012      | Benfica           | 5–2            | Real Madrid      | Estádio da Luz, Lisboa           |
| 2013      | São Paulo         | 2–0            | Benfica          | Estádio da Luz, Lisboa           |
| 2014      | Ajax              | 1–0            | Benfica          | Estádio da Luz, Lisboa           |
| 2015      | Monterrey         | 3–0            | Benfica          | Estadio BBVA Bancomer, Guadalupe |
| 2016      | Torino            | 1–1 (6-5 pen.) | Benfica          | Estádio da Luz, Lisboa           |
| 2018      | Lyon              | 3–2            | Benfica          | Estádio Algarve, Faro            |
| 2022      | Benfica           | 3–2            | Newcastle United | Estádio da Luz, Lisboa           |

### Títulos por equipo
| Equipo                  | Títulos | Subtítulos | Años campeón           | Años subcampeón                          |
| ----------------------- | ------- | ---------- | ---------------------- | ---------------------------------------- |
| S. L. Benfica           | 4       | 7          | 2009, 2011, 2012, 2022 | 2008, 2010, 2013, 2014, 2015, 2016, 2018 |
| F. C. Internazionale    | 1       | 0          | 2008                   | -                                        |
| Tottenham Hotspur F. C. | 1       | 0          | 2010                   | -                                        |
| São Paulo F. C.         | 1       | 0          | 2013                   | -                                        |
| A. F. C. Ajax           | 1       | 0          | 2014                   | -                                        |
| C. F. Monterrey         | 1       | 0          | 2015                   | -                                        |
| Torino F. C.            | 1       | 0          | 2016                   | -                                        |
| Olympique de Lyon       | 1       | 0          | 2018                   | -                                        |
| A. C. Milan             | 0       | 1          | -                      | 2009                                     |
| Arsenal F. C.           | 0       | 1          | -                      | 2011                                     |
| Real Madrid C. F.       | 0       | 1          | -                      | 2012                                     |
| Newcastle United        | 0       | 1          | -                      | 2022                                     |

### Tabla histórica de Puntos
| Pos. | Equipo                  | PJ | PG | PE | PP | GF | GC | Dif. | Puntos | Títulos |
| ---- | ----------------------- | -- | -- | -- | -- | -- | -- | ---- | ------ | ------- |
| 1°   | S. L. Benfica           | 11 | 3  | 3  | 5  | 14 | 17 | -3   | 12     | 4       |
| 2°   | C. F. Monterrey         | 1  | 1  | 0  | 0  | 3  | 0  | +3   | 3      | 1       |
| 3°   | São Paulo F. C.         | 1  | 1  | 0  | 0  | 2  | 0  | +2   | 3      | 1       |
| 4°   | Olympique de Lyon       | 1  | 1  | 0  | 0  | 3  | 2  | +1   | 3      | 1       |
| 5°   | Tottenham Hotspur F. C. | 1  | 1  | 0  | 0  | 1  | 0  | +1   | 3      | 1       |
| 6°   | A. F. C. Ajax           | 1  | 1  | 0  | 0  | 1  | 0  | +1   | 3      | 1       |
| 7°   | Torino F. C.            | 1  | 0  | 1  | 0  | 1  | 1  | 0    | 1      | 1       |
| 8°   | A. C. Milan             | 1  | 0  | 1  | 0  | 1  | 1  | 0    | 1      | –       |
| 9°   | F. C. Internazionale    | 1  | 0  | 1  | 0  | 0  | 0  | 0    | 1      | 1       |
| 10°  | Arsenal F. C.           | 1  | 0  | 0  | 1  | 1  | 2  | -1   | 0      | –       |
| 11°  | Newcastle United        | 1  | 0  | 0  | 1  | 2  | 3  | -1   | 0      | –       |
| 12°  | Real Madrid C. F.       | 1  | 0  | 0  | 1  | 2  | 5  | -3   | 0      | –       |